# 李諒 (唐進士)
李 諒（り りょう、大暦10年（775年） - 大和7年（833年）3月）は、中国の唐の官僚。字は復言。徳宗の貞元16年（800年）に進士登第、貞元21年（805年、順宗の永貞元年）春に塩鉄使となり左拾遺を授けられるが、王叔文（おうしゅくぶん）の永貞革新に際して王叔文に与したとして順宗の元和2年（807年）に同州澄城県の県令に左遷される。以降県令や州の刺史といった地方官を歴任するが、文宗の大和3年（829年）に大理卿から京兆の尹に転出、大和4年（830年）7月から大和5年（831年）2月まで桂管経略使を勤め、尋いで嶺南節度使へと転じた後、大和7年（833年）3月に在職のまま死去した。在世中は白居易や元稹と交遊があったといい、『続玄怪録』の撰者にも擬せられているが、一方で『続玄怪録』に収める「張老」の末に「塩鉄院を知（つかさど）」った李公の命で同則を誌したとある「李公」を李諒と見る説もある。